# Dark Angel (1990)
Dark Angel ist ein US-amerikanischer Actionfilm von US-Regisseur Craig R. Baxley aus dem Jahre 1990. Die Hauptrolle verkörperte Dolph Lundgren. Der Film startete am 7. Juni 1990 in den deutschen Kinos.

## Handlung
Jack Caine, ein amerikanischer Polizist, arbeitet an einem Fall, bei dem er versucht, eine Bande von Rauschgifthändlern dingfest zu machen. Bei der Observierung eines Drogengeschäftes verlässt er kurz seinen Standort, um einen Überfall in einem nahe gelegenen Laden zu beenden. Als er zurückkommt, muss er feststellen, das sein als verdeckter Ermittler arbeitender Partner bei der Drogenübergabe erschossen wurde. Bei der Begehung des Tatorts liegen auch drei Handlanger des Drogenbosses mit zerschnittenen Kehlen am Boden, deren Todesursache den Ermittlern ein Rätsel ist.
Als die Gangster selbst auf ihn Jagd machen, erfährt er, dass diese die Polizei verdächtigen, einen Drogenkrieg angefangen zu haben. Schnell stellt sich heraus, dass Talec, ein außerirdischer Drogenhändler auf der Erde gelandet ist. Dieser spritzt den Menschen eine Überdosis Heroin, um ihnen anschließend das Endorphin aus ihrem Gehirn zu entnehmen. Diese körpereigene Droge ist ein begehrtes Rauschmittel in der Heimat des außerirdischen Mörders. Gejagt wird dieser von Azeck, einem ebenfalls außerirdischen Polizisten, der von Talec jedoch tödlich verwundet wird. Bevor er stirbt, kann er Caine um Hilfe bitten und ihm seine Waffe aushändigen. Gemeinsam mit seinem Partner Smith und der Gerichtsmedizinerin Diane macht sich Jack Caine auf die Jagd. In einem actionreichen Showdown auf einem Fabrikgelände gelingt es dem Trio, die außerirdische Gefahr zu bannen.

## Synchronisation
Die Synchronarbeiten übernahm die Cinephon Filmproduktions GmbH nach einem Dialogbuch von Bernd Bartoszewski und der Dialogregie von Joachim Pukaß.
| Rolle                | Darsteller     | Synchronsprecher  |
| -------------------- | -------------- | ----------------- |
| Jack Caine           | Dolph Lundgren | Manfred Lehmann   |
| Arwood „Larry“ Smith | Brian Benben   | Joachim Tennstedt |
| Diane Pallone        | Betsy Brantley | Traudel Haas      |
| Talec                | Matthias Hues  | Wolfgang Kühne    |
| Captain Malone       | Jim Haynie     | Harald Dietl      |
| Inspector Switzer    | David Ackroyd  | Rüdiger Joswig    |
| Victor Manning       | Sherman Howard | Norbert Langer    |

## Kritiken
Lexikon des internationalen Films: „Eine krause Genrefilm-Mixtur, die Versatzstücke des Kriminal- und Science-Fiction-Kinos miteinander zu kombinieren versucht, sich aber vor allem auf eine Aneinanderreihung ebenso effektvoller wie gewalttätiger Action-Szenen beschränkt.“
Caryn James von der New York Times meinte: „Mit einer stilvolleren Regie und ein paar witzigeren Wendungen im Drehbuch hätte „Dark Angel“ möglicherweise zu einem ganz neuen Genre von Gangsterfilmen geführt. Stattdessen ist es ein weiterer Standard-Action-Formel-Film.“

## Sonstiges
Die seit 1991 bestandene Indizierung des Films wurde nach Ablauf der 25-Jahres-Frist im Mai 2016 aufgehoben. Nach einer Neuprüfung durch die FSK wurde die ungekürzte Fassung ab 16 Jahren freigegeben.